# 軍事研究 (雑誌)
『軍事研究』（ぐんじけんきゅう）は、ジャパン・ミリタリー・レビューが発行する軍事問題を扱う月刊の雑誌。1966年4月創刊。1973年7月号から1979年2月号まで「戦争のあらゆる要因を追求して人類恒久の平和を確立する」言葉が表紙に掲げられていた。
創刊者はのちに『北方ジャーナル』立ち上げにも関わる小名孝雄。日本及び世界各国の軍事、政治、経済情勢についての記事、論文を掲載している。

## 目的
東京新聞の取材によれば、創刊の目的は当時のメカや戦記もの中心の軍事雑誌に防衛政策を論じるものがないことにあった。当初は国防政策や安保論を高所から述べることが多かったが、次第に内外の軍事を広く解説する方向にシフトして行ったという。東京新聞の取材に対しては東西冷戦終結後顕著となって行った非対称戦争に関して、アメリカ同時多発テロ事件で用いられた旅客機をハイジャックしてのテロといった手法の部分までは正確に予想していなかったが、『世界のテロと組織犯罪』を事件前に刊行するなど事前の警鐘は鳴らしていた旨を述べており、同事件を受けて改訂版を発行したという。
2001年当時の編集長横田博之は「うちは右翼ではないけど、日本が先進国を名乗りたいなら軍事も経済も外交も同じ比率で考えなければならない」と編集に当たっての姿勢をコメントした。横田は軍を命令だけで動く集団とは捉えず「人間関係が良好な軍が強い」との考えがあり、自衛隊に関しても「義侠心」ではなく法整備や国民的合意に関しての視点が社会一般から「一番抜けている」ことを念頭に政策論についての編集指針を示していた。

## 読者層と執筆層
東京新聞の取材に対して、主要な読者層は若年層軍事マニア、防衛庁、自衛隊、マスコミ関係者などプロまで幅広いと述べている。元自衛官でもある兵頭二十八によれば書き手は「自衛隊制服OBと雑誌出身ライターでほぼ二分」と言われている。

## 売れ行きと評価
- 安保騒動の頃は「どこか人ごとで、危機感はなかった」が、湾岸戦争の際には関心が高まり売り切れが続出したと言う[2]。2009年のサイゾーの副編集長インタビューでは25,000部と紹介されている[5]。
- ベトナム戦争中より軍事史的な面から反共姿勢を貫きジョンソン政権の北爆を支持し日本国内の平和ボケに警鐘を鳴らす論文を掲載していたため、新聞で「要を得た情勢分析」と評されたこともある[6]。
- 水島朝穂は本誌の防衛官僚人事異動を分析する「市ヶ谷レーダーサイト」（庁舎移転前は「六本木レーダーサイト」）について「小名の経験とセンスを遺憾なく発揮して、将官人事の動向から次期幕僚長候補、内局の人事異動まで異様に詳しい」と評している[1]。
- 福島第一原子力発電所事故に際しても本誌常連執筆者の一人である志方俊之が自衛隊の能力について推測を行い、それが週刊新潮、J-CASTで孫引きされるなど、専門雑誌として評価する見方もある[7]。

## 問題を指摘された事項
- 1966年、当時の三輪良雄事務次官、海原治防衛庁官房長など防衛官僚、朝雲新聞記者等5名を「ソ連のスパイだ」「ソ連の情報将校と密会した」などと中傷する記事「海原官房長の切腹」を本誌に掲載した[8]。これは「怪文書事件」と呼ばれ、小名は名誉毀損の容疑で逮捕された。動機として「雑誌の創刊にからんで個人的なうらみがあったので、うわさをもとにして中傷記事を書いた」と供述した[9]。
- 1970年には防衛大学校学生を対象に意識調査を依頼したが、その結果を実名入りで誌上に公表した[10]。このため学生からは抗議が殺到し、民社党代議士和田耕作が国会で質問する事態に発展、依頼を仲介した助教授上田総一郎は学内の懲罰委員会にかけられる結果となった[11][12]。
- 小名のブラック・ジャーナリズムとして知られる事績として水島朝穂は北方ジャーナル事件に関係したことを挙げている[1]。北方ジャーナル事件もまた判決が確定する以前に国会で言及されたが、本誌を通じた上述の防衛庁関係者への中傷事件についても指摘されている。当時は発行元を「ジャパン・ミリタリー・レビュー」ではなく「東洋政治経済研究所」と称していた[13]。

## 記事執筆者
- 横田博之：1943年生まれ。丸編集部での勤務を皮切に、1966年本誌の創刊に合わせ移籍。1983年より長期に渡り編集長を務めた[2]。現在発行人
- 河津幸英 - 編集長
- 志方俊之 - 巻頭言の執筆（2020年12月号まで）
- 磯部晃一 - 巻頭言の執筆（2021年2月号から）
- 大久保義信 - 副編集長
- 小林春彦 - 記者
- 江畑謙介
- 野木恵一
- 柴田三雄（カメラマン）
- 高井三郎
- 黒井文太郎
- 青木謙知
- 清谷信一
- 森野安弘（森野軍事研究所所長）
- 小泉悠
- 井上孝司
- 石川潤一
- 石川巌
- 斎木伸生
- 岡部いさく
- 多田智彦
- 福好昌治
- 菊池雅之
- 北郷源太郎 - 創刊者・小名のペンネームといわれる。「市ヶ谷レーダーサイト」（旧「六本木―」）担当。